# Bleke grasworteluil
De bleke grasworteluil (Apamea lithoxylaea) is een nachtvlinder uit de familie van de nachtuiltjes. De vlinder heeft een spanwijdte van 43 tot 50 millimeter.
De vlinder komt voor op droge weide en graslanden in geheel Europa, de Kaukasus en Turkije tot het oosten van het Altaj gebergte.
Ze zijn 's nachts actief en de vliegtijd loopt van juni tot en met augustus, de soort produceert meestal een broedsel van juni tot half augustus, maar ze kunnen een tweede broedsel hebben in september-november. De nachtvlinder wordt aangetrokken door licht en suiker. 
De rups leeft van de wortels en stengels van een grote verscheidenheid aan grassoorten.